# Strawberry Passion
A Strawberry Passion a Chandeen nevű német együttes második kislemeze, mely 1995-ben jelent meg a Hyperium Records kiadásában.

## Az album dalai
1. Strawberry Passion – 3:17
2. Ginger (tainted remix) – 4:15
3. Snow – 5:09
4. Strawberry Passion (extended) – 5:38